# Eriobotrya fulvicoma
Eriobotrya fulvicoma är en rosväxtart som beskrevs av Woon Young Chun, W.B.Liao, F.F.Li och D.F.Cui. Eriobotrya fulvicoma ingår i släktet eriobotryor, och familjen rosväxter. Inga underarter finns listade i Catalogue of Life.